# Kipchoge Keino
Kipchoge Hezekiah Keino (nacido el 17 de enero de 1940, Kenia) es un atleta keniano de atletismo retirado. Dos veces medallista de oro en los Juegos Olímpicos, Keino fue uno de los primeros de una larga lista de exitosos corredores de media y larga distancia procedentes de Kenia y ha ayudado e inspirado a muchos de sus compatriotas a convertirse en la potencia del atletismo que son hoy.  Fue presidente del Comité Olímpico de Kenia (KOC) hasta el 29 de septiembre de 2017. En el año 2000, se convirtió en miembro honorario del Comité Olímpico Internacional (COI). En 2012, fue uno de los 24 atletas incluidos como miembros inaugurales del IAAF Hall of Fame.

## Biografía

### Comienzos

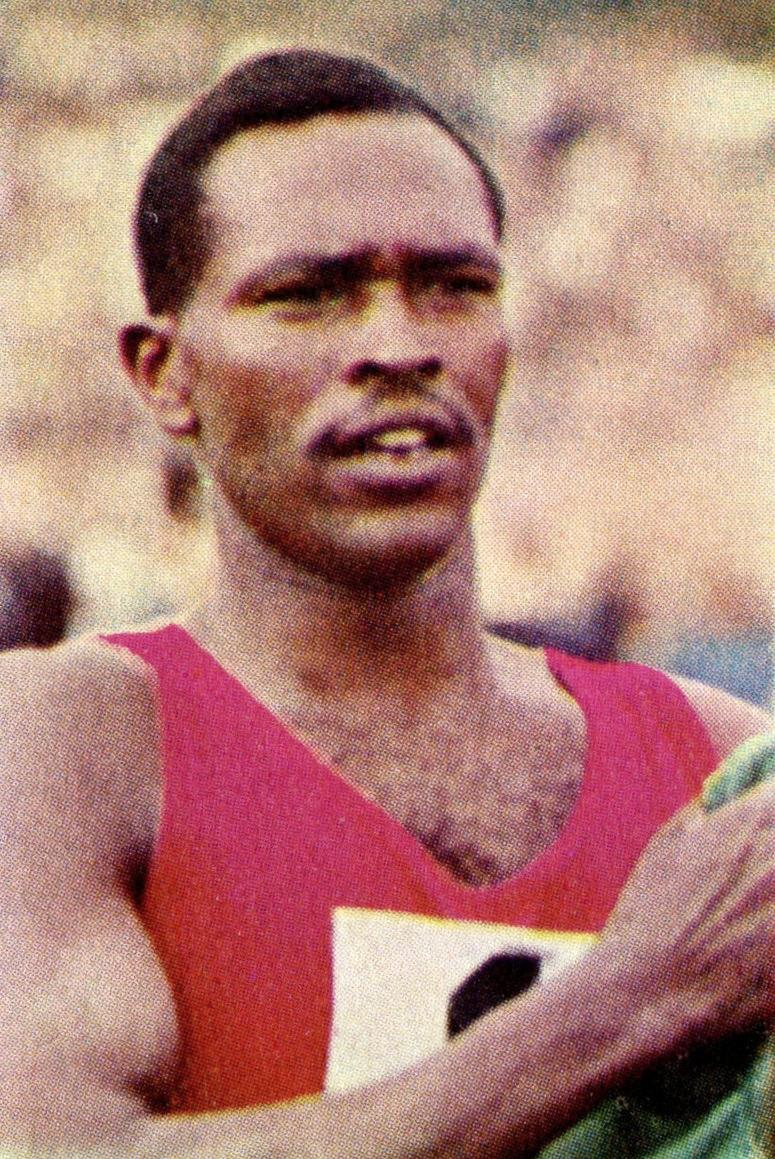
Kipchoge Keino en 1967.

Nacido en Kipsamo, distrito de Nandi, Kenia, fue uno de los grandes atletas de Kenia y pionero en las pruebas de fondo, fue de los primeros corredores de una larga lista de exitosos corredores kenianos de media y larga distancia. 
Kipchoge Keino, se inspiró principalmente en sus humildes comienzos y en su profundo amor por su país y su cultura. Nacido en 1940 en las zonas rurales de las tierras altas de Kenia, Keino enfrentó grandes desafíos desde temprana edad, incluidos la pobreza y los recursos limitados. Sin embargo, estos obstáculos no lo desalentaron; por el contrario, sirvieron como el catalizador que impulsó su deseo de convertirse en uno de los corredores de medio y largo fondo más celebrados de la historia.
Una de las principales fuentes de inspiración de Keino fue su crianza en las tierras altas de Kenia. El entorno de gran altitud, combinado con el estilo de vida físicamente exigente de la vida rural, le proporcionó a Keino la resistencia y la fortaleza natural que más tarde serían clave en su carrera deportiva. Correr, para muchos niños en Kenia, era a menudo una forma de vida, ya que regularmente recorrían largas distancias a pie para ir a la escuela o a buscar agua. Esta resistencia innata se convirtió en un factor clave para el éxito deportivo de Keino.
Además de su entorno físico, Keino se vio muy influenciado por los valores de trabajo duro y determinación que le inculcaron su familia y su comunidad. Sus padres, especialmente su padre, enfatizaban la importancia de la disciplina y la perseverancia, cualidades que Keino mantuvo a lo largo de toda su carrera. El apoyo y la confianza de su familia en sus habilidades fueron vitales, ya que lo alentaron a seguir sus sueños incluso cuando las oportunidades parecían escasas.

### Competición

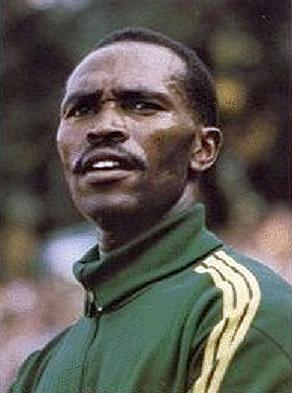
Kipchoge Keino en 1972.

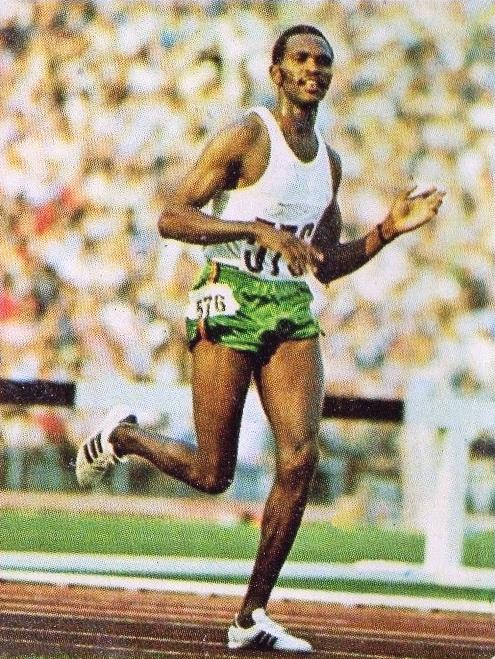
Kipchoge Keino en 1972 sobre el tartán.

La ambición de Keino de competir en el escenario mundial se alimentó de su deseo de representar a Kenia y enorgullecer a su país. Comenzó su carrera en los Juegos de la Mancomunidad de 1962 en Perth (Australia) donde quedó undécimo en las tres millas. Su primera gran victoria llegó en los Juegos Olímpicos de Tokio de 1964, donde ganó una medalla de oro en los 1.500 metros. Este triunfo no solo fue un logro personal, sino un momento importante en la historia deportiva de Kenia, ya que marcó el surgimiento del país como una potencia en las carreras de fondo. Las actuaciones de Keino también estuvieron inspiradas por un espíritu competitivo y el deseo de demostrar que los atletas de África, particularmente de Kenia, podían competir al más alto nivel.
En los Juegos Olímpicos de Tokio 1964 acabó quinto en los 5000 m y casi se perdió la final de 1500 metros. 
El 27 de agosto de 1965, Keino mejoró el récord mundial de los 3000 m por unos 6 segundos, dejándolo en 7:39.6 en su primera prueba en esa distancia. Más tarde en ese año rompió el récord mundial de los 5000 m (en posesión de Ron Clarke), marcando 13:24.2. En los Juegos de la Mancomunidad de 1966 en Kingston (Jamaica) ganó las carreras de la milla y las tres millas. En los siguientes Juegos de la Mancomunidad, Keino ganó los 1500 m y fue tercero en los 5000 m. 
En los Juegos Olímpicos de México 1968, ganó la medalla de oro en los 1500 m (venciendo al estadounidense Jim Ryun en un memorable duelo) y la medalla de plata en los 5000 m, a pesar de una enfermedad. Cuatro años más tarde, en los Juegos Olímpicos de Múnich 1972, ganó el oro en los 3000 m obstáculos y la plata en los 1500 metros. 
Keino fue el portador de la bandera de Kenia tanto en los Juegos Olímpicos de 1964 como en los de 1972.
Se retiró de la competición en 1973.
Además, su fortaleza mental y su capacidad para superar la adversidad jugaron un papel crucial en su éxito. Keino enfrentó numerosos contratiempos a lo largo de su carrera, incluidos problemas de salud y disturbios políticos en su país. Sin embargo, su enfoque en sus metas, su profundo sentido de responsabilidad hacia su nación y su firme creencia en sus capacidades lo ayudaron a superar estos desafíos. Su historia se convirtió en un ejemplo de triunfo sobre la adversidad, inspirando a innumerables atletas, especialmente en Kenia, a seguir sus pasos.
En última instancia, los logros de clase mundial de Kipchoge Keino fueron el resultado de una combinación de talento natural, una excelente preparación física, el apoyo de su familia y un compromiso inquebrantable con la excelencia. Su legado como uno de los más grandes atletas de todos los tiempos sigue inspirando a generaciones de corredores, especialmente en Kenia, un país que se ha convertido en sinónimo de excelencia en las pruebas de fondo.
Ha servido de inspiración a muchos de sus compatriotas y ha ayudado a que Kenia se convirtiese en la potencia atlética que es hoy en día.

### Después del atletismo

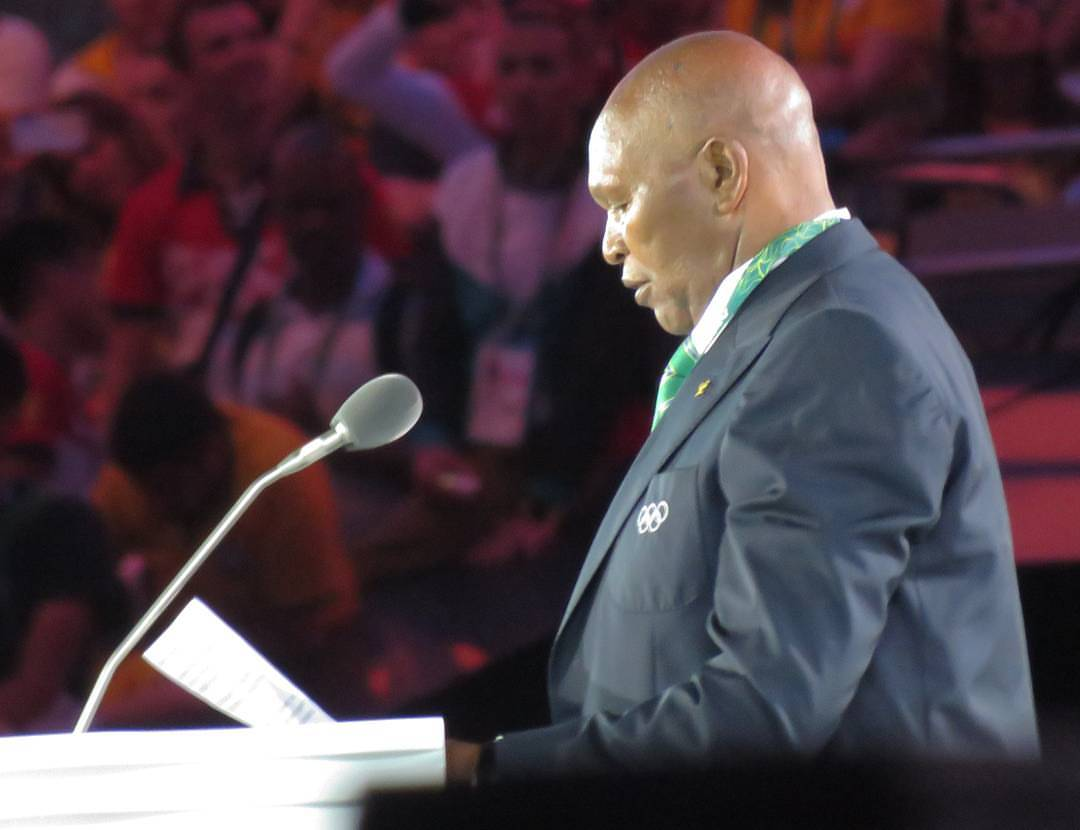
Kipchoge Keino en la apertura de los Juegos Olímpicos de Rio de Janeiro de 2016.

- Con su esposa, Phyllis Keino, ha dedicado importantes esfuerzos a la labor humanitaria en Eldoret (Kenia). Han creado el Hogar Infantil Lewa para huérfanos, la KipKeino Primary School en 1999, y la Kip Keino Secondary School en 2009.[11]
- Por su labor con los huérfanos, compartió el premio de la revista Sports Illustrated al "Sportsmen and Sportswomen of the Year" en 1987 con otros siete deportistas, caracterizados como "Atletas que se preocupan". En 1996, el Estadio Kipchoge Keino de Eldoret recibió su nombre.[10]
- En 2007, fue nombrado doctor honoris causa en Derecho por la Universidad de Bristol.[12]
- Anteriormente, la Universidad de Egerton de Nakuru le había concedido un título honorífico. En julio de 2012, recibió un nuevo reconocimiento de la ciudad de Bristol después de que el Comité Olímpico de Kenia, bajo su presidencia, convirtiera Bristol en la base de entrenamiento de sus atletas de cara a los Juegos Olímpicos de Londres 2012.
- En 2012, Kipchoge Keino fue uno de los miembros de la IAAF[13] Hall of fame.[14] El Ayuntamiento de Bristol le concedió la libertad de la ciudad, lo que le convirtió en el primero en recibir este honor de Bristol desde Sir Winston Churchill.[10]
- El 5 de agosto de 2016, en la Ceremonia de inauguración de los Juegos Olímpicos de Río de Janeiro (Brasil), Keino recibió el primer Laurel olímpico, por su destacado servicio al movimiento olímpico.[15]
- El 14 de mayo de 2021, el asteroide joviano 39285 Kipkeino, descubierto por astrónomos de Spacewatch en 1997, fue nombrado en su honor.[16]
- Actualmente, Keino vive en una magnífica granja de Kenia occidental, donde controla y dirige una organización benéfica para los huérfanos y es el presidente del Comité Olímpico Keniano. Su hijo Martin, el único que siguió sus pasos en el atletismo, fue dos veces campeón de NCAA.

## Sus mejores tiempos
- 800 m : 1:46,41 min, 23 de agosto de 1972, Múnich
- 1500 m: 3:34.91 min, 20 de octubre de 1968, Ciudad de México
- 1 milla: 3:53,1 min, 10 de septiembre de 1967, Kisumu
- 2000 m : 5:05,2 min, 26 de septiembre de 1970, Leicester
- 3000 m : 7:39,6 min, 27 de agosto de 1965, Hälsingborg
- 2 millas: 8:25,2 min, 19 de diciembre de 1965, Sídney
- 5000 m: 13:24,2 min, 30 de noviembre de 1965, Auckland
- 10.000 m : 28:06,4 min, 21 de julio de 1968, Leningrado
- 3.000 m obstáculo: 8:23,64 min, 4 de septiembre de 1972, Múnich